# Dzharo & Khanza

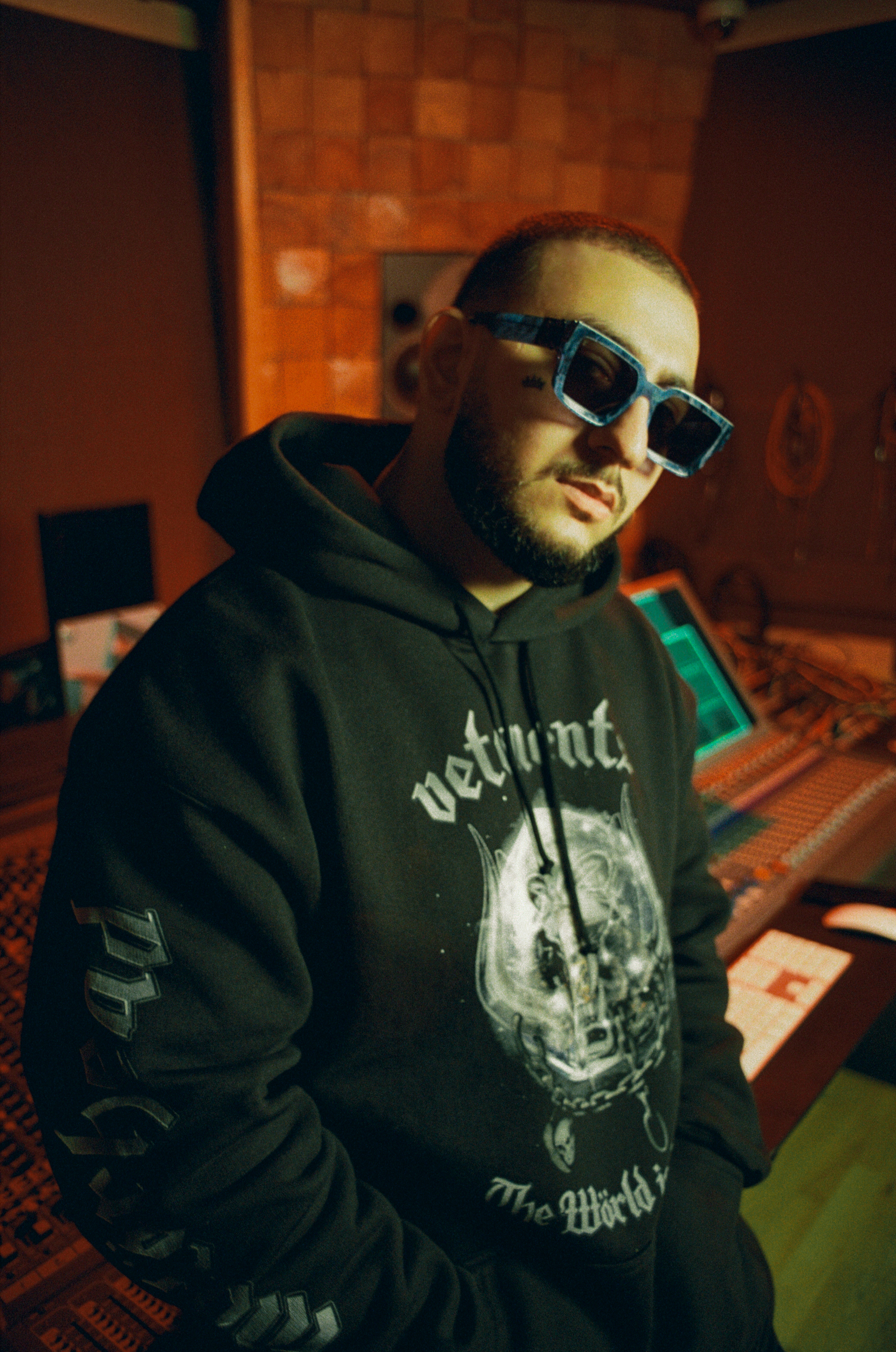
Khanza

Dzharo & Khanza (Джаро & Ханза) ist ein armenisches Rapper-Duo aus Russland, bestehend aus Orkhan Orujov (Dzaro, * 1993 in Armenien) und Khan Avakyan (Khanza, arm. Ավագյան Իշխան Կարենի,* 26. Februar 1993 in Noyemberian).

## Karriere
Die Entstehungsgeschichte des Duos begann in Armenien, woher Orujov und Avakyan gebürtig kommen. Sie besuchten die gleiche Schule und beschlossen, gemeinsam eine Rap-Karriere zu starten. Orujov und Avakyan traten 2017 erstmals unter den Namen Jaro & Hanza auf. Erste Resonanz ihrer Musik erhielten sie auf VKontakte, wo ihre Songs auf eine größere Zuhörerschaft stieß. Ihre Texte sind auf Russisch. Das Duett entwickelte dabei eine Arbeitsteilung: Orudzhov liefert die Texte und Avakyan produziert die Musik.
Einen ersten Erfolg erzielte das Duo mit dem Song Masti, den das Duo 2017 auf YouTube hochlud und der in einer Woche mehrere Millionen Aufrufe hatte. Nach ihrem Umzug nach Moskau nahmen Orujov und Avakyan den Song Belladonna auf, der 2018 von Soyuz-Studio zusammen mit dem Label A + veröffentlicht wurde. Die Premiere des ersten offiziellen Videos DamaLove war am 18. Oktober 2018 und wurde von dem russischen Publikum tausendfach gesehen. Das 2019 veröffentlichte Video zum Song „Königin der Tanzfläche“ (Королева танцпола) erzielte mehr als 18 Millionen Aufrufe. 2021 erschien der Song „Hör mal, Kleine“ (слышь, малая), der in den sozialen Medien viral geht.
Orujov und Avakyan arbeiten mit dem Label Carpet Records zusammen und produzieren und schreiben unabhängig voneinander Songs für andere Künstler.
Das Rapper-Duo lebt und arbeitet in Moskau.

## Diskografie

### EPs
- 2025: Пули

### Singles (Auswahl)
- 2017: ДамаLove
- 2019: Королева танцпола
- 2019: Ай ай ай
- 2019: Феромоны
- 2020: Таблетка (mit kavabanga Depo kolibri)
- 2020: Mira me bebè (mit Olga Buzova)
- 2020: Ты мой кайф
- 2021: You Are My High (mit Nicky Jam & French Montana)
- 2021: Селяви (отошёл, отошёл)
- 2021: Слышь, Малая
- 2022: Всё казалось мило